# Coursonne
La coursonne est en sylviculture une branche d'arbre fruitier taillée à 3 ou 4 nœuds pour que la sève s'y concentre.